# Ioan Fechete-Negruţiu
Ioan Fechete-Negruţiu,  Szinnyeinél Fekete János (Szurduk, 1817. február 15. - Balázsfalva, 1888. december 19.) görögkatolikus kanonok

## Élete
Apja görögkatolikus lelkész volt. 1830-ig a kolozsvári piaristáknál tanult, ahol a magyar nyelvet is elsajátította. A gimnáziumot Balázsfalván végezte, majd filozófiát és teológiát, mellette német és latin nyelvet tanult. 1842 és 1847 között a balázsfalvi líceumban tanított, 1847-től Kolozsváron vállalt lelkészi szolgálatot. 1847-ben az erdélyi kormány a román könyvek cenzorává nevezte ki. 
1848. áprilisban azt a feladatot kapta Teleki József kormányzótól, hogy csillapítsa le a robotot elutasító román jobbágyokat, és vegye rá őket arra, hogy a májusra összehívott országgyűlésig még teljesítsék kötelezettségeiket. Noha körútja során a helyi papság is támogatta, Fechete-Negruţiu nem ért célhoz, mert a falusiak arra hivatkoztak, hogy a robotot Magyarországon már eltörölték. 
1848. májusban részt vett a balázsfalvi gyűlésen, ahol elfogadták a románok nemzeti programját, és a többiekkel együtt ő is felesküdött a román nemzeti érdekek képviseletére. Egyike volt azoknak a küldötteknek, akiknek az országgyűlés elé kellett vinniük a nemzeti programot. 
A szabadságharc után továbbra is Kolozsváron volt lelkész, majd 1862-ben balázsfalvi kanonokká választották. 1863-64-ben a gyalui körzet képviselőjeként részt vett a nagyszebeni országgyűlésen.
1857-től tagja volt az Erdélyi Múzeum-Egyesületnek, 1862-től az ASTRÁ-nak (Asociația Transilvană pentru Literatura Română și Cultura Poporului Român).

## Munkái
- Magyar román nyelvtan a tanuló ifjúság számára. Kolozsvár, 1852.
- Értekezés az irodalomról általában és részletesen a román nemzet irodalmáról. Ford. Mezey Cyrill József. Eger, 1864.
- Írt még az 1850-es évek elején Ábécés könyvet, számtant sat. román nyelven a népiskolák számára.
- Szamosújvárott szerkesztette az Amicul Familiei című szépirodalmi és vegyes tartalmú képeslapot 1878. augusztus 1-jétől 1888. december 15-éig.
- Értekezése: A román nyelv ismertetése. (M. Nyelvészet 1857–58.)